# Vall de Segó

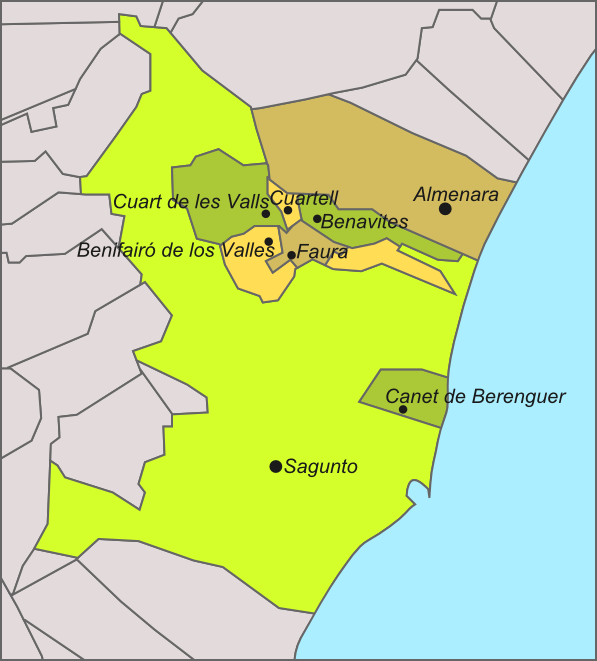
Municipis de la Vall de Segó

La Vall de Segó és una comarca històrica del País Valencià que actualment es troba integrada com a subcomarca al Camp de Morvedre, tret d'Almenara, que es troba a l'actual Plana Baixa. Així, en formaven part els municipis actuals de Benavites, Benifairó de les Valls, Canet d'en Berenguer, Faura, Morvedre, Quart de les Valls, i Quartell. Apareix al mapa de comarques d'Emili Beüt Comarques naturals del Regne de València publicat l'any 1934.
Aquesta petita vall de tan sols 21 km² es troba entre les muntanyes d'Almenara al nord i el pic dels Corbs al sud. Les fèrtils terres de la vall són tancades a ponent pel contrafort meridional extrem de la serra d'Espadà, que forma una mena d'arc obert al mar Mediterrani. Al bell mig de la vall es troba la cabalosa Font de Quart, que rega tota la vall.
Actualment, cinc dels municipis de la vall pertanyents al Camp de Morvedre (Benavites, Benifairó, Faura, Quart i Quartell) formen la Mancomunitat de les Valls, amb seu a Faura.